# اسم من تانینو است
اسم من تانینو است (به انگلیسی: My Name Is Tanino) فیلمی محصول سال ۲۰۰۲ و به کارگردانی پائولو ویردزی است. در این فیلم بازیگرانی همچون فرانک کرودله، ریچل مک‌آدامز، لیچینیا لنتینی، بری فلتمن، کورادو فورتونا، دان فرانکس و لوری هالیر ایفای نقش کرده‌اند.